# Йиґевесте
Йи́ґевесте (ест. Jõgeveste küla) — село в Естонії, у волості Тирва повіту Валґамаа.

## Населення
Чисельність населення на 31 грудня 2011 року становила 142 особи.

## Історія
До 21 жовтня 2017 року село входило до складу волості Гелме.

## Пам'ятки
- Маєток Йиґевесте;
- Мавзолей Михайла Барклая-де-Толлі.

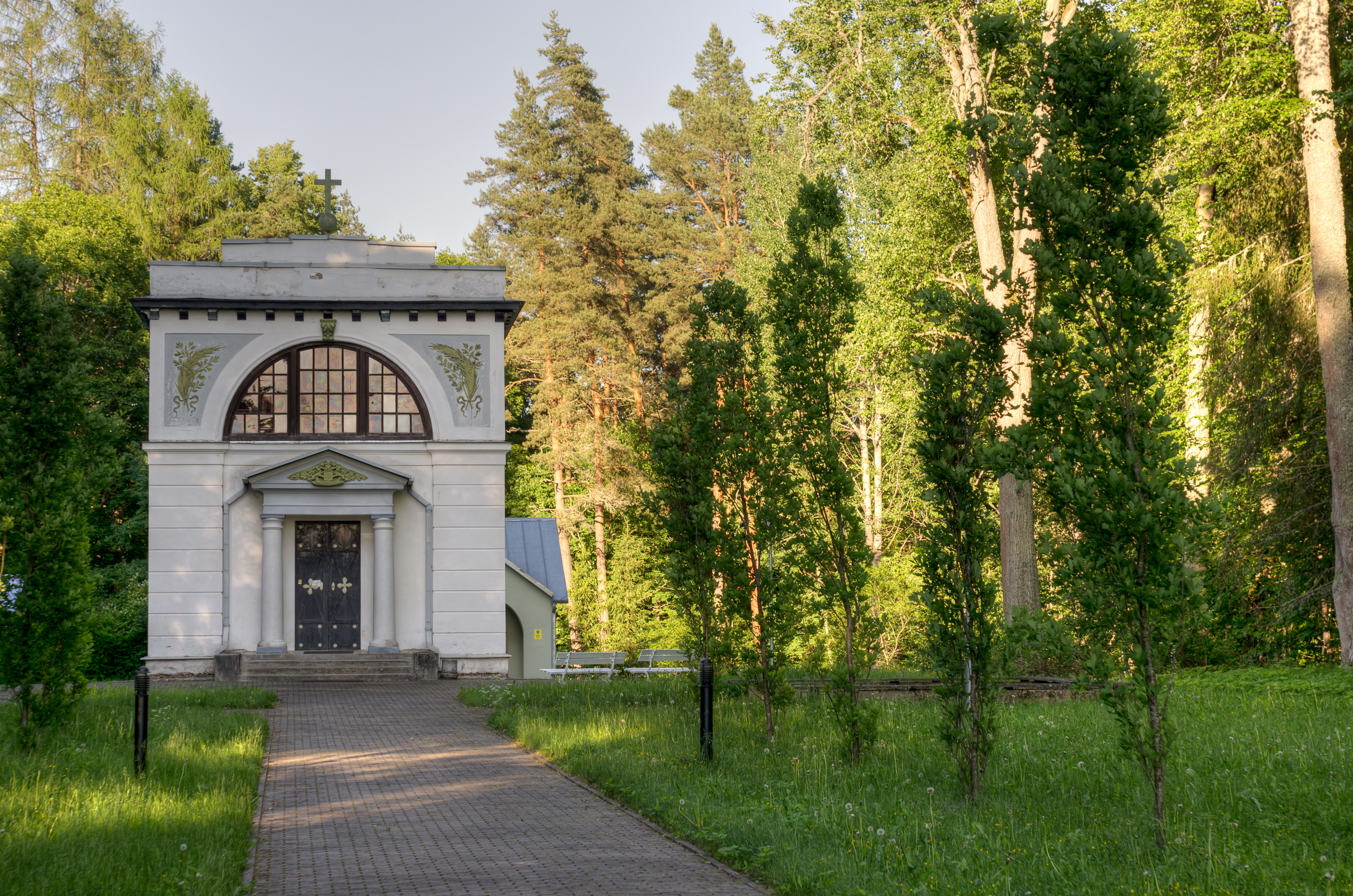
Мавзолей Барклай-де-Толі